# Surovikino
Surovikino è una città della Russia europea meridionale (oblast' di Volgograd), situata alla confluenza del fiume Čir nel Don, 135 chilometri a ovest del capoluogo Volgograd; è il capoluogo amministrativo del Surovikinskij rajon.
Surovikino fu fondata nei pressi dell'omonima stazione ferroviaria nel 1900, prendendo il nome dal vicino insediamento cosacco (chutor) omonimo risalente presumibilmente al 1744; ricevette lo status di città nel 1966.

## Società

### Evoluzione demografica
Fonte: mojgorod.ru
- 1959: 9.300
- 1970: 15.200
- 1979: 16.900
- 1989: 18.300
- 2007: 20.000
- 2021: 18.200